# Праздники Барбадоса
На Барбадосе отмечается 12 праздников.

## Список[1]
| Название            | Дата (2021) | Примечание                                                                                        |
| ------------------- | ----------- | ------------------------------------------------------------------------------------------------- |
| Новый год           | 1 января    | Празднуется каждый первый день нового года по григорианскому календарю                            |
| День Эролла Бэрроу  | 21 января   | День признания Эролла Бэрроу как отца нации                                                       |
| Великая пятница     | 2 апреля    | Отмечается распятие и смерть Иисуса                                                               |
| Светлый понедельник | 5 апреля    | Отмечается после Пасхи                                                                            |
| День героев         | 28 апреля   | Отмечается в честь десяти национальных героев Барбадоса                                           |
| Майский день        | 1 мая       | Отмечается в честь Первого мая                                                                    |
| Духов день          | 24 мая      | Отмечается после Дня Святой Троицы                                                                |
| День освобождения   | 1 августа   | Отмечается в честь отмены трансатлантической работорговли африканцами в Британской империи        |
| Кадументский день   | 2 августа   | Кульминация празднований праздника «Crop Over»                                                    |
| День независимости  | 30 ноября   | Отмечается в честь годовщины независимости Барбадоса от Великобритании в 1966 году и Андреева Дня |
| Рождество Христово  | 25 декабря  | Празднуется в честь Рождения Иисуса Христа                                                        |
| День подарков       | 26 декабря  | День после Рождества                                                                              |